# Tage Sørensen
Tage Ernst Sørensen (født 11. februar 1919 i København, død 31. oktober 2000 i Aabyhøj) er en tidligere dansk fodboldspiller og fodbolddommer. Han spillede i 12 sæsoner for AGF og var i 1960erne blandt de bedste fodbolddommere i Danmark.

## Spillerkarriere
Tage Sørensen debuterede på AGFs førstehold som 17-årig i 1936. Som 22-årig udnævntes han i 1941 til anfører.
Tage Sørensen var med på det AGF-hold, der i sæsonen 1944-45 var tæt på at vinde DM-finalen mod AB. Han vandt med AGF det jyske mesterskab i 1943-44 og 1945-46.
Tage Sørensen fik en enkelt kamp for det danske fodboldlandshold d. 30. september 1945 mod Sverige.

## Dommerkarriere
Efter endt spillerkarriere blev Tage Sørensen fodbolddommer. Han blev udnævnt til FIFA-dommer i 1954 og dømte en lang række internationale kampe frem til han stoppede i 1970.

Tage Sørensen blev i 1961 den første danske dommer i en semifinale i Mesterholdenes Europa Cup, da han dømte kampen FC Barcelona - Hamburger SV. I 1963 dømte han semifinalen i Pokalvindernes Europa Cup mellem Tottenham og OFK Beograd.